# Kończewice (gromada)
Kończewice – dawna gromada, czyli najmniejsza jednostka podziału terytorialnego Polskiej Rzeczypospolitej Ludowej w latach 1954–1972.
Gromady, z gromadzkimi radami narodowymi (GRN) jako organami władzy najniższego stopnia na wsi, funkcjonowały od reformy reorganizującej administrację wiejską przeprowadzonej jesienią 1954 do momentu ich zniesienia z dniem 1 stycznia 1973, tym samym wypierając organizację gminną w latach 1954–1972.
Gromadę Kończewice z siedzibą GRN w Kończewicach utworzono – jako jedną z 8759 gromad na obszarze Polski – w powiecie malborskim w woj. gdańskim na mocy uchwały nr 21/III/54 WRN w Gdańsku z dnia 5 października 1954. W skład jednostki weszły obszary dotychczasowych gromad Kończewice, Bystrze i Mątowy Wielkie ze zniesionej gminy Mątowy Wielkie oraz obszar dotychczasowej gromady Stara Wisła ze zniesionej gminy Lisewo w tymże powiecie. Dla gromady ustalono 11 członków gromadzkiej rady narodowej.
1 stycznia 1960 do gromady Kończewice włączono miejscowości Szymankowo, Gnojewo, Lisia Góra i Motyliniec ze zniesionej gromady Szymankowo w tymże powiecie.
1 stycznia 1972 do gromady Kończewice włączono tereny z obrębu Lisewo o powierzchni 440,63 ha ze zniesionej gromady Lisewo w tymże powiecie.
Gromada przetrwała do końca 1972 roku, czyli do kolejnej reformy gminnej.